# Тодор Пейков
Тодор Пейков е български общественик и революционер, деец на Вътрешната македоно-одринска революционна организация.

## Биография
Тодор Пейков е роден във Велес, тогава в Османската империя. Завършва първия випуск на Скопското българско педагогическо училище през 1898 година. Учителства във Велес и е член на Велешкия околийски революционен комитет. Като такъв представлява Велешкия революционен район на Солунски конгрес на ВМОРО от 1903 година, на който е взето решение за вдигане на въстание.